# Microphysogobio
Microphysogobio és un gènere de peixos de la família dels ciprínids i de l'ordre dels cipriniformes.

## Taxonomia
- Microphysogobio alticorpus (Banarescu & Nalbant, 1968)
- Microphysogobio amurensis (Taranetz, 1937)
- Microphysogobio anudarini (Holcík & Pivnicka, 1969)
- Microphysogobio brevirostris (Günther, 1868)[2]
- Microphysogobio chinssuensi (Banarescu & Nalbant, 1973)
- Microphysogobio elongatus (Yao & Yang, 1977)[3]
- Microphysogobio fukiensis (Nichols, 1926)[4]
- Microphysogobio jeoni (Kim & Yang, 1999)
- Microphysogobio kachekensis (Oshima, 1926)[5]
- Microphysogobio kiatingensis (Wu, 1930)[6]
- Microphysogobio koreensis (Mori, 1935)[7]
- Microphysogobio labeoides (Nichols & Pope, 1927)[8]
- Microphysogobio linghensis (Xie, 1986)[9]
- Microphysogobio longidorsalis (Mori, 1935)[7]
- Microphysogobio microstomus (Yue, 1996)[10]
- Microphysogobio pseudoelongatus (Zhao & Zhang, 2001)[11]
- Microphysogobio rapidus (Chae & Yang, 1999)[12]
- Microphysogobio tafangensis (Wang, 1935)[13]
- Microphysogobio tungtingensis (Nichols, 1926)[14]
- Microphysogobio vietnamica (Mai, 1978)
- Microphysogobio yaluensis (Mori, 1928)[15]
- Microphysogobio yunnanensis (Yao & Yang, 1977)[16][17][18][19][20][21][22]